# Kožená (Brno)
Kožená (do roku 1918 Kožená Ulice) je bývalá předměstská čtvrť v Brně a zrušené katastrální území v současné městské části Brno-střed, rozkládající se při ulici Koliště v těsném sousedství s původním historickým jádrem Brna. Od konce 60. let 20. století náleží většina Kožené ke katastrálnímu území Zábrdovice, menší jižní část náleží ke katastrálnímu území Trnitá.

## Vymezení a charakteristika
Jednalo původně o dělnické předměstí, s velice malým a úzkým katastrem. Nejužší částí bývalého katastru Kožené prochází nejzápadnější část ulice Cejl, jižní částí prochází železniční trať z Brna do České Třebové. Západní hranicí katastru byla fasáda domů přiléhajících k východní straně ulice Koliště, východní hranici pak tvořil levý břeh původního toku Ponávky, jenž se nacházel v ulici Ponávka a dále probíhal zhruba uprostřed mezi ulicemi Koliště a Vlhká. Jižní hranice probíhala po severní hranici parcel přiléhajících k ulici Skořepka; severní hranicí byla severní hranice parcel 629 (dům Koliště 45), 630/1 a 630/1 v moderním katastru Zábrdovic. Zástavba Kožené dosud existuje, třebaže zde v minulosti došlo k demolicím, v jejichž důsledku je zde znatelná proluka, na níž se v současnosti nachází parkoviště. S výjimkou nejjižnější části v moderním katastru Trnité, je celá zástavba Kožené tvořená vícepatrovými domy postavenými převážně v 19. století.

## Historický přehled
Ve 14. století se v prostoru Koliště mezi ulicemi Cejl a Skořepka nacházely ulice Mezi koláři, Kožená, Malá, Pekařská a shluk dalšího osídlení. V 15. století se zdejší osídlení velice zmenšilo, i nadále však zůstalo v majetku Brna. Ulice Mezi koláři a Kožená se udržely do třicetileté války pod správou vlastního rychtáře a konšelů. Při švédském obléhání Brna roku 1645 a při výstavbě barokního opevnění Brna pak obě ulice zanikly.
Osídlení zde bylo obnoveno až v 70. letech 18. století, kdy zde vzniklo novodobé magistrátní předměstí Kožená Ulice (německy Ledergasse) s vlastním katastrálním územím. Vzniklo zde i několik textilních továren. Zástavba předměstí byla tvořena většími, vesměs pavlačovými klasicistními domy, přičemž nejvyšší byly postaveny severně od ulice Cejl. V letech 1834–1850 se počet obyvatel předměstí zvýšil o 650, aniž by se změnil počet domů. Ve 40. letech 19. století byl reprezentativní charakter předměstí narušen nově vybudovanou železnicí do České Třebové, která rozdělila toto předměstí na dvě oddělené části. Katastr Kožené byl připojen k Brnu 6. července 1850, a podle výše zmíněné železniční tratě rozdělen mezi II. (většina území) a III. městský okres (území jižně od tratě). Koncem 19. století byla zástavba severně od Cejlu nahrazena velkoměstskými činžovními domy, zatímco jižně od Cejlu k tomu nedošlo z důvodu železniční trati. V letech 1905–1906 byla ve dvoře domu Koliště 45 postavena podle návrhu Maxe Fleischera (1841–1905) Nová synagoga, zbořená v letech 1985–1986.
Při první katastrální reformě Brna v letech 1941–1942 pak bylo katastrální území Kožená sloučeno s katastrálním územím Město Brno, ve druhé polovině 60. let 20. století pak byl někdejší katastr Kožené rozdělen mezi Trnitou a Zábrdovice.

## Změny administrativní příslušnosti od roku 1947
- 1947–1949 – celé někdejší katastrální území Kožená náleželo k městskému obvodu Brno I.
- 1949–1976 – někdejší katastrální území Kožená rozděleno ulicí Cejl mezi městské obvody Brno III (severní část) a Brno IV (jižní část)
- 1976–1990 – někdejší katastrální území Kožená rozděleno hranicí moderních katastrálních území Trnitá a Zábrdovice mezi městské obvody Brno III (většina území) a Brno IV (menší jižní část).
- Od 24. listopadu 1990 – celé někdejší katastrální území Kožená náleží k městské části Brno-střed.